# عمارة صومالية

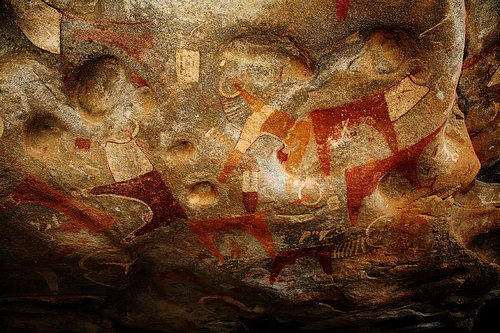

العمارة الصومالية هي الهندسة التطبيقية والتصميم المرتبطين بالعديد من أنواع التشييد والبناء، مثل: المدن الحجرية والقلاع والمعاقل والحصون والمساجد والمعابد والقنوات المائية والمنارات والأبراج والمقابر، خلال الفترات القديمة والعصور الوسطى والحقبة الحديثة المبكرة في الصومال والمناطق الأخرى التي يسكنها الصوماليون، وكذلك دمج العمارة الصومالية الإسلامية مع التصاميم الغربية في الزمن المعاصر.

## العصور القديمة

### المستوطنات المُسوَّرة والمعابد والمقابر
تتكون بعض أقدم الهياكل المعروفة في أراضي الصومال المعاصرة من ركام القبور (تالو). على الرغم من وجودها في جميع أنحاء البلاد ومنطقة القرن الإفريقي الكبرى، إلا أن شمال الصومال على وجه الخصوص يعد موطنًا للعديد من الهياكل الأثرية، مع وجود العديد من الصروح المماثلة التي وجدت في: هيلان، عيلايو، دامو، ميده وهيسمن بين مدن أخرى. ومع ذلك، لم يُكتشف العديد من هذه الهياكل القديمة بشكل صحيح حتى الآن، وهي عملية من شأنها أن تساعد في تسليط الضوء على التاريخ المحلي وتسهيل الحفاظ عليها للأجيال القادمة.
تقع أعمال حفر ترابية بطول 2 إلى 3 كم بالقرب من بوصاصو، في نهاية الوادي. تروي التقاليد المحلية أن الجسر الضخم يمثل قبر رئيسة القبيلة. وهو أكبر بناء من نوعه في منطقة القرن الواسع.
بالإضافة إلى ذلك، تشير التقارير إلى أن المعابد القديمة الواقعة في بلدة الشيخ الشمالية الغربية تشبه تلك الموجودة في هضبة الدكن في شبه القارة الهندية. وهناك أيضًا العديد من المقابر القديمة في الصومال. عُثر على واحدة من هذه المناطق في الطرف الشمالي الشرقي للبلاد، في رأس حافون.
تتميز منطقة مودون بوجود عدد من الأطلال التي تحمل التقاليد المحلية المنتمية إلى بلدة كبيرة قديمة. يوجد من بين المباني القديمة نحو 2000 مقبرة، فيها أبراج عالية على شكل قبب.
يحتوي ميناء دانفورد في مقاطعة جوبا السفلى الجنوبية على عدد من الآثار القديمة، بما في ذلك العديد من المقابر. كانت إحدى أعمدة هذه الآثار قبل انهيارها ترتفع 11 مترًا عن الأرض، وهذا يجعلها أطول الأبراج في المنطقة. يُعتقد أن الموقع يتوافق مع السوق التجاري القديم لنيكون. عُثر أيضًا على أنقاض لمنازل ذات أقواس وساحات مع مقابر أخرى، بما في ذلك مقبرة نادرة في بلدة حناسا الجنوبية. بالإضافة إلى ذلك، توجد مقابر مختلفة في منطقة مركة الجنوبية الشرقية.

## العصور الوسطى
جلب دخول الإسلام في أوائل العصور الوسطى من تاريخ الصومال تأثيرات من العمارة الإسلامية من شبه الجزيرة العربية وإيران. بالإضافة إلى استخدام العديد من المواد الجديدة في البناء مثل الحجر المرجاني والطوب المجفف والاستخدام الواسع النطاق لحجر الجيري في العمارة الصومالية. بُني العديد من التصاميم المعمارية الجديدة مثل المساجد على أنقاض الهياكل القديمة، وهي ممارسة استمرت مرارًا وتكرارًا طوال القرون التالية.

### المدن الحجرية
شهدت التجارة المربحة للممالك الصومالية المتعاقبة وبعض الدول مثل: سلطنة عدل وسلطنة مقديشو وسلطنة أجوران وسلطنة غلدي إقامة العشرات من المدن الحجرية في المناطق الداخلية من الصومال وكذلك المناطق الساحلية. زار ابن بطوطة مقديشو في أوائل القرن الرابع عشر ووصفها بأنها مدينة غير محدودة الحجم، أشار أيضًا المستكشف فاسكو دا غاما الذي مر بمقديشو في القرن الخامس عشر إلى أنها كانت مدينة كبيرة وتحتوي على منازل مكونة من أربعة أو خمسة طوابق وقصور كبيرة في مركزها.
كان التجار الصوماليون جزءًا لا يتجزأ من شبكة تجارة القوافل لمسافات طويلة تربط ما بين المدن الصومالية الكبرى، مثل مقديشو وميركا وزيلا وبربرة وبولهار وباراوا، ومراكز تجارية أخرى في القرن الأفريقي. يمكن تفسير وجود العديد من المدن المدمرة والمهجورة في جميع أنحاء الصومال على أنها بقايا تجارة داخلية مزدهرة عائدة إلى العصور الوسطى.
يحتوي غوان بوغام، الواقع في مقاطعة لاس آنود، على أطلال مدينة قديمة كبيرة بها نحو 200 مبنى. بُنيت الهياكل بأسلوب معماري مماثل لتلك الأبنية الموجودة في منطقتي هامار واين وشانغاني في مقديشو.

### القلاع والحصون
بُنيت القلاع والحصون المعروفة باسم كالكادس من قبل السلاطين الصوماليين للحماية من التهديدات الخارجية والمحلية على حد سواء طوال حقبة القرون الوسطى. كانت السلطة الصومالية الرئيسية في العصور الوسطى المشاركة في بناء القلعة هي سلطنة أجوران، ويُنسب العديد من مئات التحصينات المدمرة المنتشرة في المناظر الطبيعية في الصومال اليوم إلى مهندسي أجوران.
استولى حاجي شارماركي علي صالح على مدينة بربرة شمال غرب الصومال في عام 1845، وشيَّد أربعة حصون على طراز مارتيلو على مقربة من البلدة، ووضع جيشًا مكونًا من ثلاثين رجلًا في كل حصن.
كانت دولة الدراويش في أواخر القرن التاسع عشر وأوائل القرن العشرين دولة قوية البناء في شبه الجزيرة الصومالية. وفي عام 1913، بعد الانسحاب البريطاني إلى الساحل، بُنيت العاصمة الدائمة ومقر الدراويش في تلاح، وهي بلدة كبيرة مُسوَّرة تحوي أربعة عشر حصنًا. تضمن الحصن الرئيسي حديقة مُسوَّرة وبيت حراسة، وأصبح لاحقًا مقر إقامة محمد عبد الله حسن وزوجاته وعائلته وبعض القادة العسكريين الصوماليين البارزين، واستضاف أيضًا العديد من الشخصيات البارزة والمهندسين المعماريين وعمال البناء ومصنعي الأسلحة الأتراك واليمنيين والألمان. بُنيت عشرات القلاع الأخرى في إيليج وإيل وشيمبريس وأجزاء أخرى من القرن الأفريقي.

### المعاقل وأسوار المدينة
أُنشئت أسوار المدينة حول المدن الساحلية ميركا وباراوا ومقديشو للدفاع عن المدن ضد بعض القوى مثل الإمبراطورية البرتغالية. خلال عصر سلطنة عدل، بُنيت العديد من المدن الداخلية مثل: عمود وأباسا وأودل في الجزء الشمالي من الصومال على تلال مرتفعة فوق مستوى سطح البحر مع جدران حجرية دفاعية كبيرة محيطة بها. كان مقر مقاتلي بارديرا الرئيسي خلال عصيانهم لسلطنة غلدي ضمن مدينة بارديرا المُسوَّرة والمعزّزة بقلعة كبيرة مطلة على نهر جوبا. عُزلت قلعة بارديرا من قبل السلطان يوسف محمود إبراهيم وأصبحت في أوائل القرن التاسع عشر خالية مثل مدن الأشباح.
عملت جدران المدينة الصومالية أيضًا كحاجز ضد انتشار الأسلحة التي يحملها عادةً الرُّحَل الصوماليون والبدو الأفريقيون الذين يدخلون المدن مع قوافل الإبل الخاصة بهم. إذ كان عليهم أن يتركوا أسلحتهم وراءهم عند بوابة المدينة قبل أن يدخلوا الأسواق ويتعاملوا مع التجار الصوماليين الحضريين والشرق أوسطيين والآسيويين.

### المساجد والأماكن المقدسة
تعد المساجد في الصومال من أقدم المساجد في القارة بأكملها، وذلك بالتوافق مع الوجود القديم للإسلام في منطقة القرن الأفريقي. كانت المآذن إحدى السمات المعمارية التي جعلت المساجد الصومالية متميزة عن بقية المساجد الأخرى الموجودة في إفريقيا.
لعدة قرون، كان مسجد الأربعة ركون (1269) ومسجد الجمعة في مركة (1609) ومسجد فخر الدين الزنكي (1269) المساجد الوحيدة في شرق إفريقيا التي لها مآذن. يبلغ ارتفاع برج المرجان الكبير الضخم في أربا روكون نحو 13 مترًا وقطره أكثر من أربعة أمتار ويحتوي في قاعدته على مدخل ضيق ومُحاط بالعديد من الأقواس المركبة المنتظمة، وقد يكون المثال الأول على القوس المركب الذي أصبح نموذجًا أوليًا لأسلوب المحراب المحلي.